# Paracaedicia novata
Paracaedicia novata är en insektsart som beskrevs av Brunner von Wattenwyl 1898. Paracaedicia novata ingår i släktet Paracaedicia och familjen vårtbitare. Inga underarter finns listade i Catalogue of Life.